# 올가 예고로바
올가 니콜라예프나 예고로바(러시아어: Ольга Николаевна Егорова, 1972년 3월 28일 ~ )는 러시아의 육상 선수이다.
그녀는 2000년 하계 올림픽때 5000m 경기에 참가했다. 그녀는 2004년 하계 올림픽에서 11위를 했고 2005년 세계 선수권 대회에서 2위를 했다.
예고로바는 2008년 베이징 올림픽을 앞두고 도핑 위반으로 적발된 7명의 러시아 선수중 하나였다.2008년 10월 20일에, 그것은 예고로바가 6명의 다른 러시아 선수와 함께 약물 샘플을 조작하기 위해 도핑으로 2년동안 선수 자격정지 처분을 받을 것이라고 발표했다.